# Dürrenebersdorf
Dürrenebersdorf ist seit dem 1. Juli 1950 ein Stadtteil der Stadt Gera in Thüringen.

## Geographie
Dürrenebersdorf liegt im Südwesten der Stadt Gera und grenzt mit den äußeren Fluren an die Verwaltungsgemeinschaft Münchenbernsdorf im Landkreis Greiz.

## Geschichte

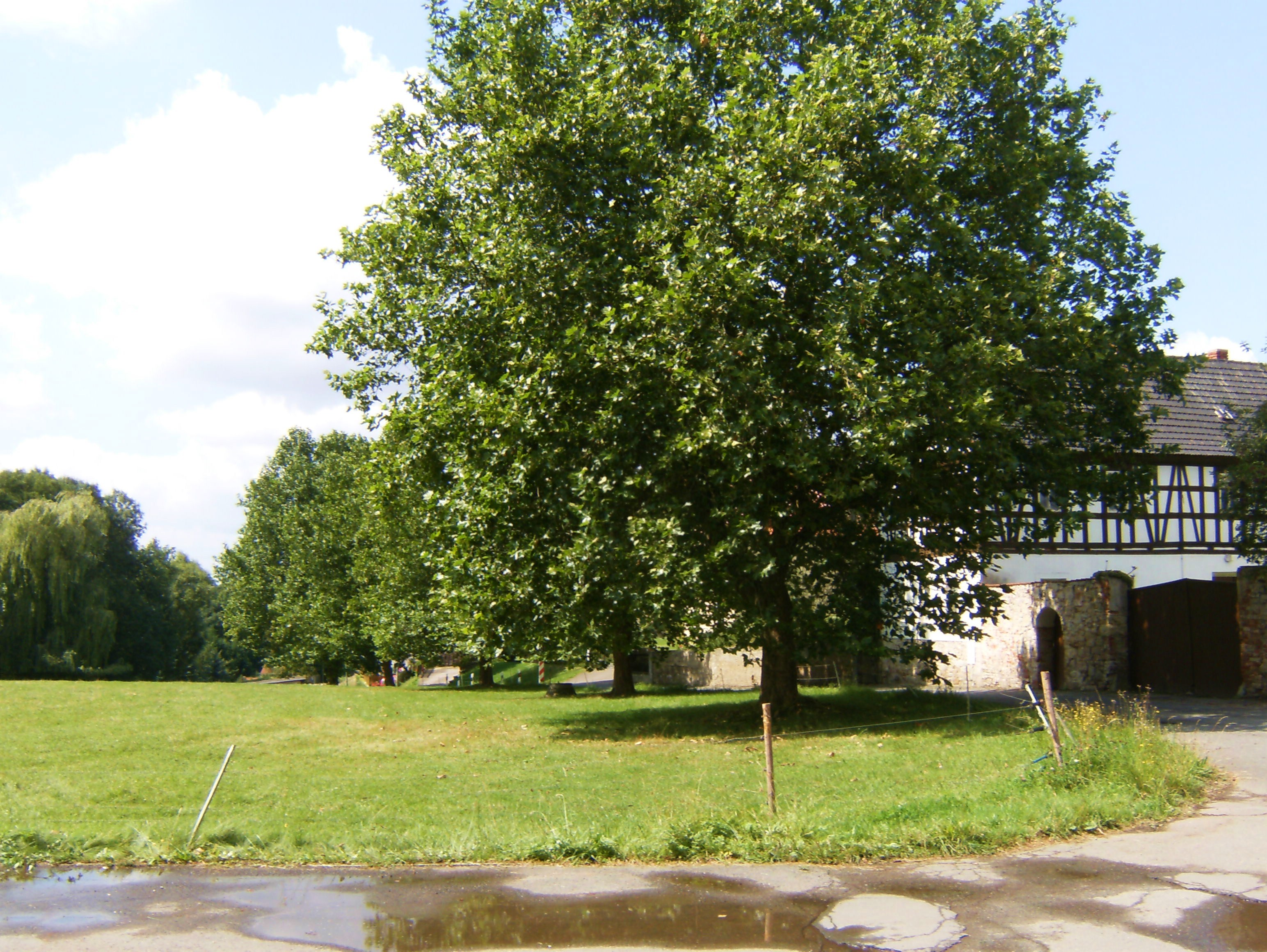
Im Ort

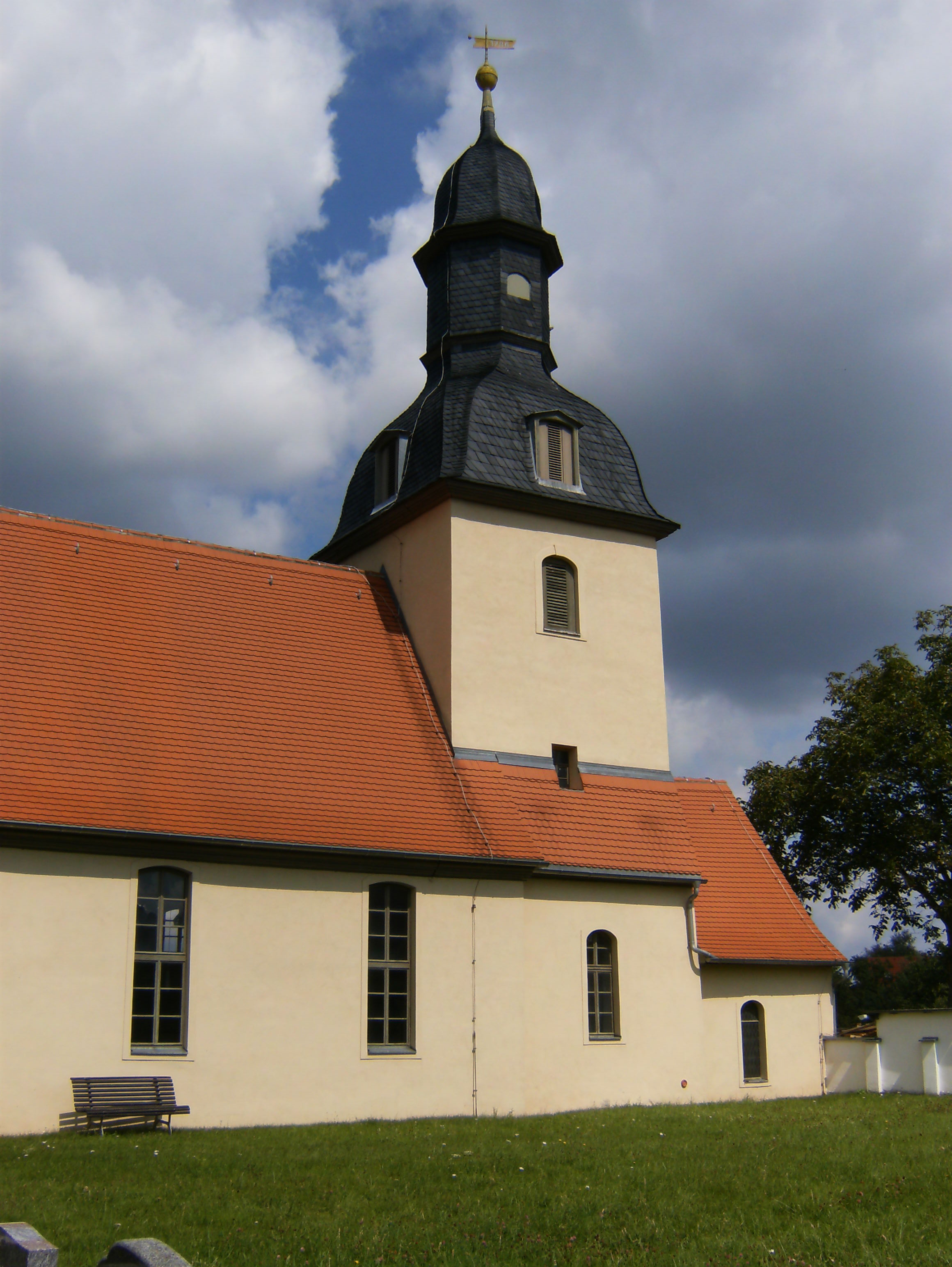
Kirche

Gesichert erwähnt ist der Ort deutscher Gründung im Jahr 1533 anlässlich der lutherischen Kirchenvisitation. Eine ältere Urkunde von 1267 über die Zinsverschreibung von Eberwinsdorf des Heinrich Herrn von Gera an das Kloster Lausnitz (Klosterlausnitz) ist bezüglich des Ortes nicht eindeutig. Der Herrschaft Gera angehörend war der örtliche kleine Rittersitz schon früh mit dem Rittergut Zwötzen verbunden. 1827 umfasst der Ort das Rittergut, 28 Häuser und 172 Einwohner.
Zur Parochie Dürrenebersdorf gehörten auch Weißig und Zeulsdorf. Eine Schule bestand im Ort seit dem 16. Jahrhundert. Sie wurde in den 1960er Jahren geschlossen.
Am 1. Juli 1950 wurde der Ort nach Gera eingemeindet. Er erhielt 1951 einen Kindergarten. 1960 wurde in dem bis heute sehr landwirtschaftlich geprägten Ort die Landwirtschaftliche Produktionsgenossenschaft (LPG) Harmonie Typ I gegründet – und: Dürrenebersdorf war der erste vollgenossenschaftliche Ortsteil von Gera.

## Sehenswürdigkeiten
- Dorfkirche Dürrenebersdorf. Der Turm mit barockem Schweifkuppelhelm wurde 1786 errichtet, der Innenraum 2021 neugestaltet.
- Spielplatz der Generationen mit Baumlehrpfad „Am Walde“, gut 50 Gehölze sind zu bestaunen und mit Steckbriefen versehen, angelegt vom Heimatverein Gera-Dürrenebersdorf e. V.

## Politik
Dürrenebersdorf hat zusammen mit Langengrobsdorf seit 2021 eine Ortsteilverfassung. Zum Ortsteilbürgermeister wurde am 26. September 2021 Ulrich Porst gewählt. Er bildet zusammen mit 4 weiteren Mitgliedern den Ortsteilrat.

## Entwicklung der Einwohnerzahl
| Jahr      | 1827 | 1864 | 1921 | 2008 | 2020 |
| Einwohner | 172  | 289  | 700  | 510  | 431  |

## Verkehr
Durch den Ort führt die Landesstraße 3002 (ehemals Bundesstraße 2). Eine ÖPNV-Anbindung besteht über drei Linien von drei verschiedenen Verkehrsunternehmen.
| Linie | Betreiber | Linienverlauf                                                        | Taktung (Mo–Fr)          |
| ----- | --------- | -------------------------------------------------------------------- | ------------------------ |
| 11    | GVB       | Reuß-Park – Heinrichstraße – Martins Höhe – Dürrenebersdorf – Weißig | Zweistundentakt          |
| 233   | RVG       | Gera – Dürrenebersdorf – Großbocka – Münchenbernsdorf                | Zweistundentakt          |
| 810   | KomBus    | Gera – Dürrenebersdorf – Mittelpöllnitz – Auma – Schleiz             | ungefähr Zweistundentakt |

Der nächstgelegene Bahnhof ist Gera-Süd, wo mit der Linie 233 Anschluss an die Züge nach Jena und Erfurt besteht.

## Kultur
- Jährliches Dorffest, meist im Juni, veranstaltet vom Heimatverein Gera-Dürrenebersdorf e. V.
- Wanderungen rund um Dürrenebersdorf am letzten Samstag im April anlässlich des „Tag des Baumes“ veranstaltet vom Heimatverein Gera-Dürrenebersdorf e. V.

## Sport
Jährliches Sportfest mit Volleyball Turnier, im September, auf dem „Spielplatz der Generationen“, veranstaltet vom Heimatverein Gera-Dürrenebersdorf e. V.

## Bildung
- Kindertagesstätte der Volkssolidarität „Am Walde“ für Kinder von drei Monaten bis zum Schulalter.

Die Grundschulkinder des Ortes sind auf zwei Grundschulen verteilt:
- Staatliche Grundschule „Saarbachtal“ (Scheubengrobsdorf) und
- „Wilhelm-Busch-Grundschule“ (Lusan).

Nachfolgende Regelschulen sind die
- „Debschwitzer Schule“ bzw. die
- „Staatliche Regelschule 4“ in Lusan.

## Persönlichkeiten
Herbert Kötteritzsch wurde am 23. Mai 1926 in Dürrenebersdorf geboren, lernte bei der Firma Oppenrieder Offsetdrucker und beschäftigte sich mit Malerei und Grafik. In den 1950er Jahren übersiedelte er nach Coburg, wo er als freischaffender Künstler lebte und arbeitete. Seine Bilder wurden auf Ausstellungen u. a. in Coburg gezeigt. Am 10. November 1990 verstarb er dort.